# Разораната целина (филм)
„Разораната целина“ (на руски: Поднятая целина) е трисериен съветски филм, заснет в периода 1959 – 1961 г. по мотиви от едноименния роман на Михаил Шолохов.

## Сюжет
В селото Гремячий Лог пристига новоназначеният председател на колхоза Семьон Давидов (Пьотр Чернов), комунист, работил в продължение на 25 години във фабрика, и започва да провежда колективизация. Помагат му председателят на селския съвет Андрей Размьотнов (Фьодор Шматов) и секретарят на местния комитет на партията Макар Нагулнов (Евгений Матвеев).
Кулаците и другите селяни яростно се съпротивляват срещу този процес. Главният враг на колективизацията – есаулът Александър Половцев (Пьотр Глебов), не престава да пречи на колхозниците. Но при тях има и скрит враг – Яков Островнов (Виктор Чекмарьов), който се ползва с тяхното доверие.
Селяните не осъзнават в началото предимствата на колхозническия живот. Особено за един от тях – Кондрат Майданников (Йосиф Кутянский), е мъчително и болезнено да приеме да се раздели със собственото си земеделие и да предаде земите си във владение на колхоза.

## В ролите
- Пьотр Чернов като Семьон Давидов, председателя на колхоза
- Евгений Матвеев като Макар Нагулнов, секретаря на местния комитет на партията
- Фьодор Шмаков като Андрей Размьотнов, председателя на селския съвет
- Владимир Дорофеев като дядо Щукар
- Людмила Хитяева като Лушка Нагулнова
- Пьотр Глебов като Александър Половцев, есаула
- Виктор Чекмарьов като Яков Островнов
- Леонид Кмит като Григорий Банник
- Олег Ярошенко като Тимофей Рваний
- Йосиф Кутянский като Кондрат Майданников
- Людмила Егорова като Варвара Харламова
- Андрей Абрикосов като Иполит Шалий, ковача
- Николай Крючков като Устин Рикалин
- Владимир Василиев като Афанасий Краснокутов
- Михаил Василиев като Никита Хопров
- Людмила Волинская като Перфилевна
- Лилия Гурова като Настенка Донецкова
- Михаил Дубрава като казака
- Любов Малиновская като Мария Хопрова
- Павел Первушин като Фрол Рваний
- Кира Петрова като Екатерина Гулящая
- Иван Палму като другия казак
- Яков Родос като Аполон Пасковатсков
- Аркадий Трусов като стария казак
- Зоя Александрова като съпругата на Майданников
- Александър Афанасиев като прокурора
- Владимир Волчик като Василий Атаманчуков
- Игор Дмитриев като подпоручик Вацлав Пятецкий
- Шурик Крамсков като Федотка Ушаков
- Иван Кузин като Нестеренко
- Елена Тяпкина като Мишка Игнатенкова
- Анатолий Алексеев като третия казак
- Мария Вейсбрьом като лелята на Лушка
- Николай Волков като Михей Кузнецов
- Евгений Лебедев като Агафон Дубцов
- Долорес Столбова като учителката
- Олег Басилашвили като четвъртия казак
- Александра Йожкина като съпругата на Лукич
- Сергей Плотников като Любишкин
- Георгий Сатини като капитан Казанцев
- Георгий Тейх като полковник Седой